# Scouthalsduk

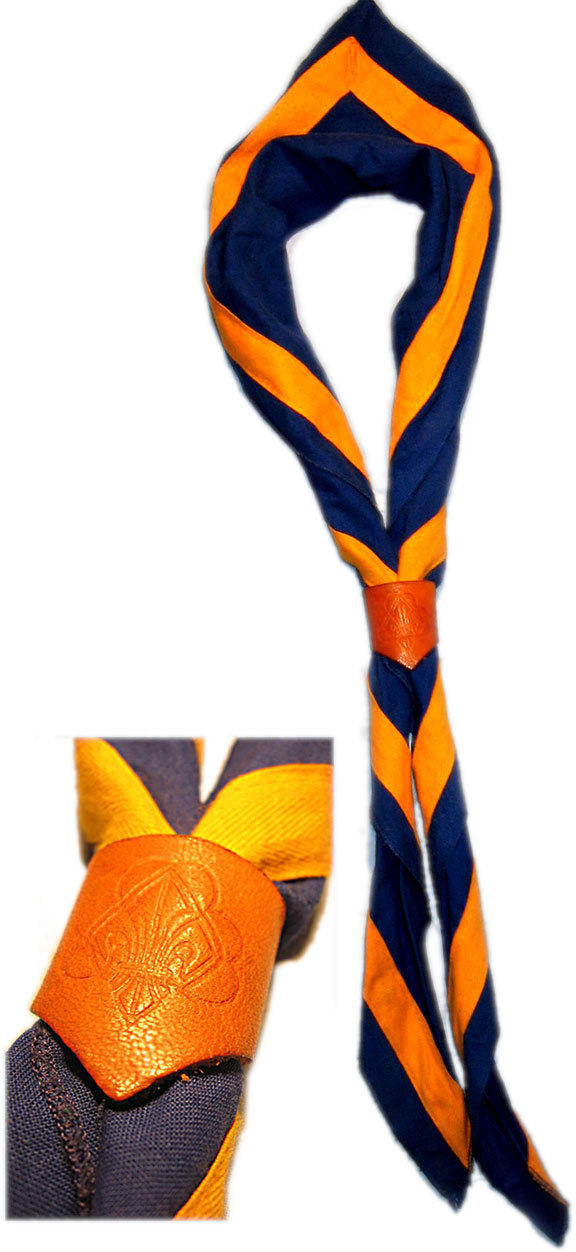
En scouthalsduk med sölja

En scouthalsduk eller seglarhalsduk är en typ av halsduk associerad med scouter och seglare. Den består av en triangulär bit tyg eller en rektangulär bit vikt i en triangel. Den långa ändan rullas mot spetsen, och lämnar kvar en liten bit orullat tyg. Halsduken spänns sedan fast runt halsen med ändarna antingen sammanknutna eller med en sölja eller ett spänne.

## Hur halsduken bärs
Halsdukarna som bärs av seglare är kvadratiska, och viks diagonalt på mitten innan de rullas. Rullningen börjar sedan på den nybildade diagonaländen, halsdukens hypotenusa. Antingen så placeras den rullade halsduken över eller under skjortans krage, med de rullade ändarna på bärarens framsida. Ändarna förenas sedan, antingen med en knop, exempelvis råbandsknop, vänskapsknop, eller fästanordning som en sölja.

## Koppling till scouting

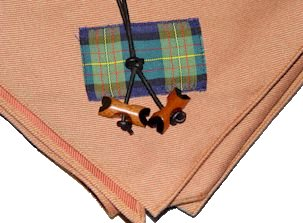
Gilwell-halsduk och pärlor

En organisation som använder halsduken som en del av sin dräktkod är scoutrörelsen. Halsduken har främst en ceremoniell tradition, men den används även som ett praktiskt hjälpmedel i vildmarken. En orullad halsduk är utformad för att kunna fungera som ett triangulärt tryckförband eller mitella vid första hjälpen.
I de flesta länder bär olika scoutkårer halsdukar med olika färg. Färgerna är vanligtvis "kårfärger" och kan ha en särskild historisk betydelse för kåren eller det lokala samhället.
I andra länder kan individuella patruller identifieras utifrån sina halsdukar och således kan en kår ha en mängd olika halsdukar samtidigt. I båda fallen rör det sig om halsduken och dess färg som ett tecken på identitet.

### Gilwell Park-halsduken
Scouthalsdukarna kan ha en viktig ceremoniell funktion inom scouting också. Ett exempel på det är 1st Gilwell Scout Group-halsduken som tilldelas deltagarna på scoutledarutbildningen Wood Badge.

## Scouthalsdukar i Sverige
Även inom den svenska scoutrörelsen används scouthalsduk och sölja som en del av scoutdräkten. 
Organisationen Scouterna som innefattar alla scouter i Sverige och har en officiell halsduk som är mörkblå och har gul bård med Scouternas logotyp på. Utöver detta har olika scoutkårer, arrangemang etc. olika halsdukar.

### En sammanställning av olika scouthalsdukar
Nedan finns en tabell som ger en översikt av de olika scouthalsdukar som används inom scouterna i Sverige.
| Organisation / Arrangemang | Beskrivning                                                          | Bild                | Kommentar |
| -------------------------- | -------------------------------------------------------------------- | ------------------- | --- |
| Scouterna                  | Mörkblå, gul bård med Scouternas logotyp på.                         |                     | |
| Furulunds Scoutkår         | Vinröd med blågrön kant                                              |                     | Kom i ny skepnad i och med kårens 60års-jubileum 2022, då den vinröda färgen som kåren använt historiskt kompletterades med en blågrön kant för att symbolisera Kävlingeån som flyter bredvid kårens scoutstuga. |
| Spånga Scoutkår            | Vit med gul kant                                                     |                     | |
| Mälarhöjdens Scoutkår      | Oxblodsröd                                                           | [bild kommer snart] | Kallas för "brun" av många. Finns även nyare halsdukar, som är mer åt det gråare hållet. |
| Skivarps Scoutkår          | Ljus khakigrön med röd kant. Halduken har ett sytt märke på spetsen. |                     | De första 50 halsdukarna var lite gråare. |
| Strängnäs Scoutkår         | Hälften grå och hälften svart, med lila kant                         |                     | |
| Brobergska scoutkåren      | Turkos med rosa kant                                                 |                     | |
| Hjärnarps scoutkår         | Vit med grön kant                                                    |                     | Tillsammans med orienteringsklubben, fotbollsklubben och ett närbeläget hockeylag är grönvitt Hjärnarpstraktens färger.                                                                                          |
| Leda Avdelning Sunnan      | Vit med röd kant och Sunnans märke på spetsen                        |                     | Bärs av kursdeltagare under och mellan kursens två tillfällen |
| Bromölla Scoutkår          | Gul med röd kant                                                     |                     | |
| Viksjö scoutkår            | Vinröd                                                               |                     | De äldre halsdukarna var en mörkare vinröd |
|                            |                                                                      |                     | |